# 圣老楞佐圣殿 (米兰)
圣老楞佐圣殿（義大利語：Basilica di San Lorenzo）是意大利北部城市米兰一座天主教宗座圣殿，敬禮基督教殉道者圣老楞佐。

## 历史
圣老楞佐圣殿的起源有多种说法，一种说法认为它创建于370年，在16世纪改建，但是它保持了原有的拜占庭结构，有圆顶和4个塔，类似君士坦丁堡的圣索菲亚大教堂。

## 建筑

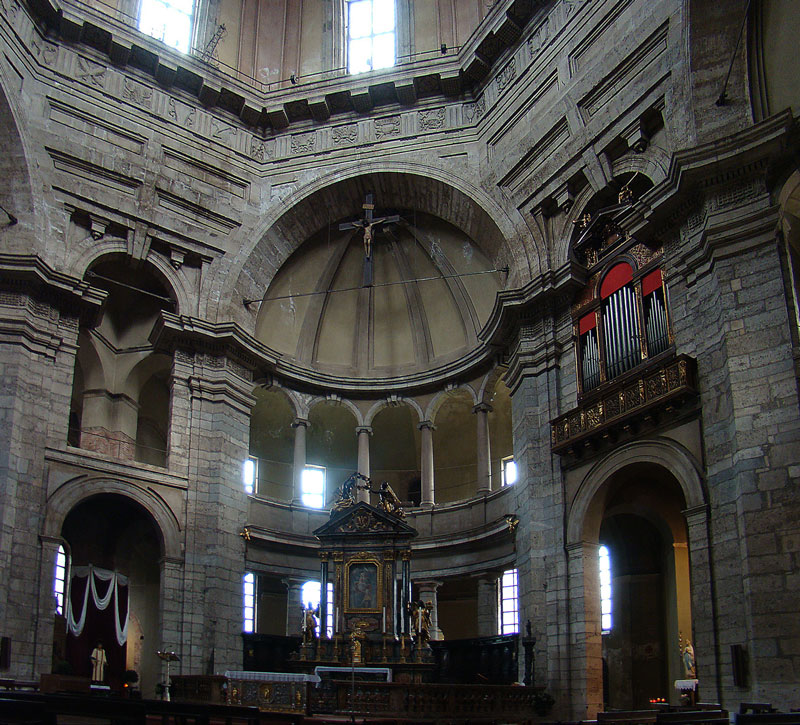
室内

### 内部
平面布局为四瓣花式，有四个半圆形凹槽（两层），每个凹槽有五个拱。内部设有妇女席楼座（matroneum），现在部分消失。倒塌的圆顶也按巴洛克风格重建了。室内多色装修现在也消失。

## 阿基利诺小堂

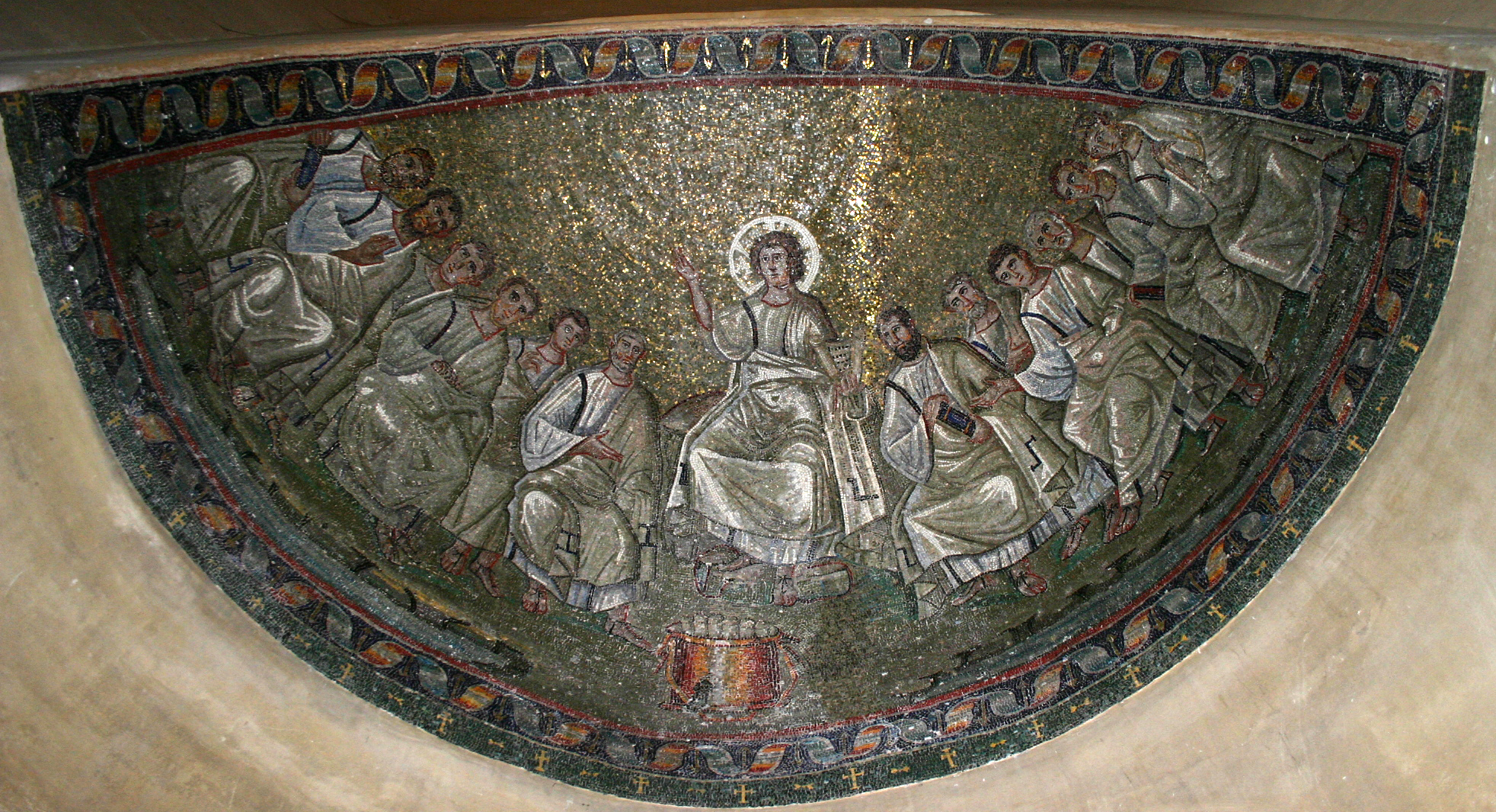
镶嵌画

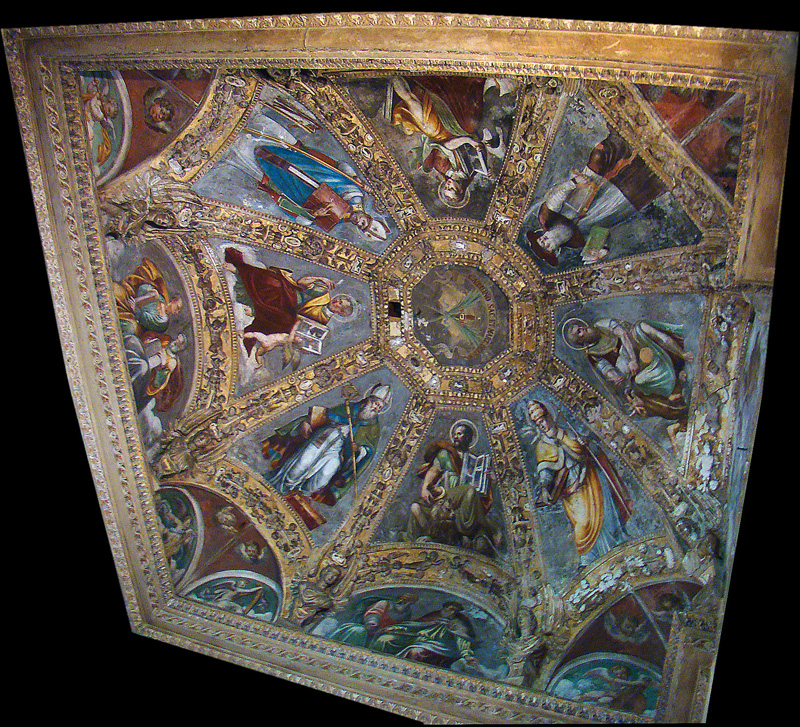
主祭台上方的天花板

原有建筑内又增加了其他小圣堂。值得注意的是八角形的阿基利诺小堂（Capella di Sant'Aquilino），毗邻主教堂的南部。这个小堂原本可能是罗马皇家陵墓，拥有四世纪的早期基督教镶嵌画，其中包括“基督立法者”（"Traditio Legis" ），耶稣坐在宝座上，两侧是使徒，脚下是scroll box。。这个小堂后来供奉圣阿基利诺，他的遗体是在小堂内。壁画《发现圣阿基利诺的尸体》装饰阿基利诺小堂主祭台后面的墙。

## 圣老楞佐柱
面对教堂的广场有圣老楞佐柱（"Colonne di San Lorenzo"），是古罗马城市梅蒂奧拉努的少数遗迹之一，可追溯到公元3世纪，可能属于皇帝马克西米安兴建的一个罗马浴池。教堂完成时移往此处。
后殿区域现在是一个公园。此前该区域曾是一条运河或一个湖泊，后来用来公开处决。